# 9266 Голґер
9266 голґер (9266 Holger) — астероїд головного поясу, відкритий 2 вересня 1978 року.
Тіссеранів параметр щодо Юпітера — 3,265.